# 한준우
한준우(韓俊宇, 1984년 3월 28일 ~ )는 대한민국의 배우이다.

## 학력
- 매사추세츠 주립대학교 졸업

## 출연작

### 영화
- 2010년: 독 짓는 늙은이 - 미상 역
- 2014년: 타짜: 신의 손 - 최왕근 역
- 2015년: 강남 1970 - 무덤가 용기파 역
- 2015년: 스물 - 클럽DJ 역
- 2017년: 1987 - 검은양복남1 역
- 2017년: 콜링 - 타일러 역
- 2019년: 극한직업 - 마포서 강력반1 역
- 2023년: 드림 - 엔터직원2 역

### 드라마
- 2019년: 멜로가 체질 - 홍대 역
- 2020년: 하이에나 - 김영준 역
- 2020년: (아는 건 별로 없지만) 가족입니다 - 젊은 상식 역
- 2020년: 출사표 - 김민재 역
- 2021년: 해피니스 - 김세훈 역
- 2022년: 악의 마음을 읽는 자들 - 구영춘 역
- 2022년: 파친코 - 요셉 역
- 2022년: 디 엠파이어 : 법의 제국 - 오성현 역
- 2023년: 대행사 - 박영우 역
- 2024년: 재벌X형사 - 고영범 역
- 2024년: 엄마친구아들 - 송현준 역
- 2024년: 파친코 시즌2 - 요셉 역
- 2025년: 하이퍼나이프 - 앨런 킴 역